# 고헤이모치
고헤이모치(일본어: 五平餅)는 맵쌀밥을 이겨서 경단 모양으로 만들어 꼬치에 꿰고, 된장이나 간장을 발라서 불에 구운 떡이다. 일본 주부 지방의 산간 지역 (나가노현, 기후현, 도야마현 남부, 아이치현 오쿠미카와, 시즈오카현 일부, 야마나시현)에서 전해지는 향토 요리이다.

## 역사
고헤이모치라는 이름은 일본의 전통신앙 신토에서 신에게 바치는 장대형 도구인 '고헤이' (御幣)와 모습과 닮았다고 하여 붙여진 이름이라는 설이 대표적이다. 그리고 이에 근거해 '五平'이 아닌 '御幣'이라 표기한 채로 판매하기도 한다. 또한 고헤이라는 사람이 밥을 으깨고 된장을 묻혀 구워먹은 것이 시초라는 이야기도 전해 내려오며, 지역에 따라서 그 인물이 나무꾼, 사냥꾼, 목수 등으로 바뀌기도 한다.
유래가 어떤 것이든 일본에서는 에도 시대 중기에 산간지방에서 살던 사람들이 만들어먹던 음식이라는 게 기원일 가능성이 농후하다. 당시만 해도 쌀이 귀하던 시절이었기 때문에 축제나 축하하는 자리에서 만들어 먹었다.
오늘날 일본에서는 주부 지방의 드라이브 인 가게나 도로 휴게소, 산속 찻집, 고속도로 휴게소 등에서 주로 판매한다. 슈퍼마켓의 푸드코트 내에 오코노미야키나 미타라시 경단 등을 판매하는 패스트푸드점에서도 종종 판다. 덴류강변에는 은어 숯불구이집이 늘어서 있는데 여기서 고헤이모치도 같이 취급하는 경우가 많다. 일부 지역에서는 아예 고헤이모치를 주요리로 삼는 전문점도 있다. 그밖에 진공포장된 제품도 인터넷 주문이 가능하며, 다른 일본 향토요리와 마찬가지로 도쿄 등의 대도시에서 이를 취급하는 가게를 찾아볼 수 있어 꼭 주부지방까지 찾아가지 않아도 된다.

## 제조법
- 먼저 멥쌀밥을 짓고 그것을 으깬다.[1]
- 으깬 멥쌀밥을 뭉쳐 막대에 붙인다. 이때 막대는 조금 두꺼워야 하는데, 두께 2mm, 폭 2cm 정도의 삼나무판이나 폭 1.5cm 정도의 평평한 대나무 꼬치, 이마저도 없다면 나무젓가락 그대로 붙여진 것을 쓰면 된다. 막대에 붙일 때에는 굵고 납작한 타원형으로 붙이는데 현지인들은 이를 '짚신모양'이라 부른다. 붙이고 나서는 흐트러지지 않게 초벌구이를 하며, 이때 지역에 따라서 소금이나 밀가루를 뿌리기도 한다.
- 다음으로 고헤이모치에 들어갈 양념장을 만드는데, 계절과 지역에 따라 다양한 종류의 간장이나 된장에 참깨, 호두, 들깨 등을 넣거나 키노메 (산초나무 어린잎), 유자미소[1]를 넣어 만든다. 또 설탕을 넣어 꽤 달달한 맛이 되도록 한다.
- 멥쌀 막대에 양념장을 입히고 구워낸다.

위의 제조법에서 '짚신모양'이라고 표현했던, 나무꼬치에 평평한 타원형으로 멥쌀반죽을 붙이는 것이 가장 일반적인 방식이지만 이것도 지역마다 다르다. 타원형보다는 원형에 가까운 것도 있고, 작은 원형을 여러개 이어붙인 것도 있으며, 아예 경단 모양으로 동글동글하게 만든 것도 있다. 마지막 것은 가게에서 파는 것이 대부분이다.
양념장의 경우에도 간장을 쓸지 아니면 된장을 쓸지, 참깨·호두를 쓸지 아니면 들깨를 쓸지는 지역마다 다르다. 들깨를 주로 쓰고 간장과 설탕으로 마무리한 양념장은 기소지방 (木曽) 중북부에서 히다지방 (飛騨)까지의 지역에서 두드러지는 특색이다. 호두를 쓰는 지역에서는 최근에는 땅콩을 호두 대용으로 쓰기도 한다. 이밖에 가정이나 지역에 따라서 달걀, 꿀, 하치노코 (꿀벌 유충)을 추가해 넣기도 한다.

## 대중 문화
2016년 개봉된 일본 애니메이션 영화 《너의 이름은.》에서 작중 등장인물이 먹는 요리로 등장한다. 해당 작품이 큰 인기를 얻으면서 한 영화정보 사이트에서는 영화 속 배경을 찾아가는 순례 명소 중 하나로 기후현 히다지방의 고헤이모치 가게가 소개되기도 했다.
2018년 4월부터 방영된 NHK 연속극 《절반, 푸르다.》에서 이야기 초반부터 기후현을 상징하는 음식으로 등장하였다. 특히 주인공이 만화가 토크쇼에서 건네받은 고헤이모치를 두고 출연한 만화가가 '진실의 음식'이라며 높이 평가해, 주인공이 만화가에 입문하는 계기를 만드는 중요한 장치가 된다. 해당 장면이 들어간 에피소드의 방영 직후 골든 위크 기간에 기후 현 주변 관광지에 있는 상점과 고속도로 휴게소의 고헤이모치 판매량이 전년대비 4~9배로 급증했다는 기사도 났다.

## 같이 보기
- 일본의 쌀